# Памяти И. В. И-а
Памяти И. В. И-а (памяти И. В. Игнатьева) — цветная гектография в две краски Ольги Розановой 1914 года (цветное «самописьмо»).
Предназначалась, по всей видимости, для книги Алексея Кручёных и Велимира Хлебникова «Тэ ли лэ» (встречается в некоторых экземплярах книги в виде вложенной листовки).
В гектографии Розановой использовано (неточно) четверостишие Велимира Хлебникова, посвящённое памяти эгофутуриста Ивана Игнатьева (Казанского) и позже, в 1915 году, включённое Хлебниковым в поэму «Ка» (отлична первая строка, у Хлебникова «путь… морозный», а у Розановой «звёзды»: «И на путь меж звѣзд морозных»). 
Именно данный лист, хоть и не был включён в книгу, приобрёл особую известность.